# Лора Джо Роуланд
Лора Джо Роуланд (на английски: Laura Joh Rowland) е американска писателка на исторически криминални трилъри, чието действие се развива през 17 век в Япония.

## Биография
Лора Роуланд е родена през 1954 г. в Хапър Уудс, Мичиган. Внучка е на китайски и корейски имигранти.
Завършва образованието си като бакалавър по микробиология и магистър по общественото здравеопазване. Работи като химик-микробиолог. През 1981 г. се мести с мъжа си в Нови Орлеан, където работи като санитарен инспектор. По-късно работи като инженер по качеството и разработките на горивните резервоари на космическите кораби.
Лора Роуланд живее в Нови Орлеан със съпруга си Марти и техните три котки. В малкото си свободно време учи изкуство в Академията за изящни изкуства.

## Творчество
За Лора Джо Роланд е известно много малко – повечето е това, което тя казва сама за себе си:
„Аз не съм от онези щастливци, които знаят, че искат да станат писатели от деца. Като малка обичах да чета, но асоциирах писането със скучни неща. Членовете на семейството ми са учители, библиотекари, инженери и т.н. Това беше примера, който и аз трябваше да следвам. Когато отидох в университета в Мичиган, аз се ориентирах към науката. Завърших микробиология, а после и публично здравеопазване. Работих като химик по проект на ИПА, а после и като микробиолог. През 1981 г. заедно с мъжа ми се преместихме в Ню Орлеанс, където станах здравен инспектор, а по-късно инженер в НАСА. Любимото ми занимание през свободното ми време беше рисуването. Започнах да създавам илюстрации и да правя дизайн за детски книжки. Записах се на курс по творческо писане, за да мога да напиша книга, която да илюстрирам. Това, което ме изненада беше фактът, че писането започна да ми харесва повече от рисуването и много повече от науката. После разбрах, че силата ми не е в писането на детски книжки, а на криминални романи.“
Първите ѝ два романа не са приети от издателствата, но тя не се отчайва и започва да пише трети – „Shinju“. Той предизвиква голям интерес и след търг е издаден от „Рандом Хаус“ за хонорар от 100 хил. долара.
Защо Лора Роланд започва да пише криминални романи – според нея: „Това е комбинация от наследство, любов и обстоятелства. Баща ми беше голям фен на криминалните романи. Той обожаваше Агата Кристи, Стенли Гарднър, Рос Макдоналд и много други класици. Освен това аз съм истински последовател на старата школа. Първоначално започнах да чета Нанси Дрю, след това преминах към любимите автори на баща ми, а накрая и към много други, които запълваха полиците на библиотеката. Обичах тези книги и все още ги обичам. Съветът към начинаещите автори обикновено е „Пиши за онова, което познаваш“. Това, което наистина харесвам в криминалните романи е, че доброто винаги побеждава злото, истината винаги бива разкрита, справедливостта възтържествува. Едновременно с това обичам начинът, по който криминалният роман изследва тъмната страна на живота и на човешкото поведение. Убийството е най-жестокото престъпление. То въплъщава множество действия, приключение и емоция, както и предизвикателство към интелекта.
През 1994 г. издава първият роман за самураят-детектив Сано Ичиро – „Шинджу“, а през 2008 г. започва и поредицата за тайните приключения на писателката Шарлот Бронте.
В серията романи за Сано Ичиро писателката взема имената на реално съществуващите исторически лица – Токугава Тцунайоши и Янагисава Йошияцу, достоверно точни исторически детайли, и създава нови версии на техния живот. Те се преплитат със сагата за самурая Ичиро, който от обикновен ронин стремително се издига до висшето управление на страната, и за съпругата му Уеда Рейко, успешно помагаща му в разследванията на различни криминални случаи застрашаващи шогуна. Не е известно дали е случайно или умишлено, но името на героя Сано Ичиро може да се тълкува като почит на един от най-известните писатели на криминална литература в Япония, роденият през 1928 г. Мураяма Ичиро, който за своите произведения използва псевдонима Сано Йо. На първите два романа Роуланд дава заглавия транскрибирани от писмеността „канджи“, а останалите са на английски. В България традицията на началните романи е продължена и всичките и романи от поредицата „Японски загадки“ са с транскрипция от канджи.
За своята нова серия романи за Шарлот Бронте писателката казва изчерпателно:
„Това, което хората знаят за Шарлот Бронте, е че тя е автора на „Джейн Еър“. Но много от тях не знаят, че нейният живот е също така богат на приключения, романтика и трагедия, както известния роман. Попаднах на историята преди години, по чиста случайност. Бях студентка в Университета на Мичиган и се борех „да си държа главата над водата“ в курсовете по химия, биология и физика. Моята любима почивка бе да разглеждам рафтовете в библиотеката и да чета книги на теми, далеч от науката. Един ден взех биографията на Шарлот Бронте. Бях очарована от опита и в мрачния викториански интернат, нейните удивителни сестри, драматичното нарастване на литературната и слава, късния брак и ранната и трагична смърт. ... Вдъхновена, поне отчасти от Шарлот, и аз в крайна сметка станах писател, макар и на книги, различни от нейните, както човек би си помислил. Но никога не съм я забравила. Особено се загнезди в съзнанието ми мисълта, че няма значение колко приключения са и се случвали, тя винаги жадуваше за повече. Тя беше далечен копнеж, романтичен, творчески дух. След много години в моята кариера като автор, реших, че Шарлот ще бъде перфектна героиня на исторически роман. Така се роди романа „Тайните приключения на Шарлот Бронте“. Докато пишех книгата, комбинирах богатия материал от живота и с политическата и сексуална интрига под булото на строгия морал на викторианска Англия. Тя е моята искрена почит към един от най-великите автори на всички времена.“
Книгите на Роуланд са бестселъри в САЩ, Европа и Азия.

## Произведения

### Серия „Сано Ичиро“ (Sano Ichiro)
1. „Шинджу“, Shinju (1994)
2. „Бундори“, Bundori (1996)
3. „Урагири“, The Way of the Traitor (1997)
4. „Иредзуми“, The Concubine’s Tattoo (1998)
5. „Китаноката“, The Samurai’s Wife (2000)
6. „Якешину“, Black Lotus (2001)
7. „Кейсей“, The Pillow Book of Lady Wisteria (2002)
8. „Суиши“, The Dragon King’s Palace (2003)
9. „Цуамоно“, The Perfumed Sleeve (2004)
10. „Дим Мак“, The Assassin’s Touch (2005)
11. „Кикунохана“, The Red Chrysanthemum (2006)
12. „Окаеши“, The Snow Empress (2007)
13. „Мейреки“, The Fire Kimono (2008)
14. „Шузоку“, The Cloud Pavilion (2009)
15. „Айджин“, The Ronin's Mistress (2011)
16. „Инсенсу“, The Incense Game (2012)
17. „Отоме“, The Shogun's Daughter (2013)
18. „Айрис“, The Iris Fan (2014)

### Серия „Шарлот Бронте“ (Secret Adventures of Charlotte Bronte)
1. The Secret Adventures of Charlotte Bronte (2007)
2. Bedlam: The Further Secret Adventures Of Charlotte Bronte (2010)

### Серия „Викториански загадки“ (Victorian Mystery)
1. The Ripper's Shadow (2017)
2. A Mortal Likeness (2018)
3. The Hangman's Secret (2019)
4. The Woman in the Veil (2020)
5. Portrait of Peril (2021)
6. Garden of Sins (2022)

## Резюмета на романите на Роуланд

### „Шинджу"
С „Шинджу“ от Лора Джо Роуланд стартира нова серия „Японски загадки“, достоен наследник и съперник на нашумелите „Китайски загадки“ от Робърт ван Хюлик. „Шинджу“ – ритуалното двойно самоубийство на богаташка дъщеря и неизвестен художник на еротични гравюри, изглежда банално и разбираемо за всички, освен за самурая Сано Ичиро. Съмненията му го отвеждат до ужасяващи разкрития, стесняването на обръча около убиеца става причина за нови и нови жертви, а доказването на истината може да се окаже смъртоносно начинание... Невероятната атмосфера, изключителната познавателна стойност и завладяващата интрига на книгата се родеят с постиженията на безспорните шедьоври в жанра.

### „Бундори“
Япония, 1689 г. В столицата Едо броди зловещ убиец. Главите на жертвите му са приковани към дървени дъски, а етикетите към тях отпращат разследването сто години назад – към времето на страховитите междуфеодални войни. Личният следовател на шогуна Сано Ичиро е изправен пред най-жестоката дилема в живота си – да залови убиеца би означавало да си направи сепуку... „Бундори“ от Лора Джо Роуланд е втората книга от световноизвестната поредица романи за криминалните разследвания на самурая Сано Ичиро. За разлика от първата – „Шинджу“, в Бундори съспенсът е сгъстен до краен предел – мрачен, готически и орнаментиран със стресираща еротика. Бундори е древнояпонското название на зловещ боен трофей – отсечена глава, забита върху клин и положена върху дървена поставка. Книгата изобилства от натуралистични сцени, убийствата са повече, отколкото в романите на Чейс, Агата Кристи, Дашиъл Хамет и Сименон, взети заедно. Натурализмът, обаче, изобщо не се изчерпва с кървави екзекуции, ритуални самоубийства и садистични кастрации. В „Бундори“ са описани някои от най-разюзданите хомо- и хетеросексуални сцени, издавани в България. Книгата е ценна и със сюжетното противопоставяне (във философски и боен план) на господстващите самураи и отритнатите нинджи.

### „Урагири“
Япония, 1690 г. Почти век империята е в пълна изолация от света, наложена от режима на Токугава, за да предотврати чуждестранните религиозни и политически влияния. Единствено на остров Дешима, в най-югозападната точка на Японския архипелаг, под най-строг правителствен надзор се осъществява търговия с холандската компания „Ист Индия". Един холандец е убит. Самураят Сано Ичиро, личен пратеник на шогуна в Нагасаки, трябва да открие каква е връзката между тамошния губернатор, бившия китайски дипломат, най-грозната проститутка в града и местния мафиотски търговец, ако иска да спаси страната си от надвисналата опасност за война.

### „Иредзуми“
Япония, 1690 г. В двореца на шогуна една наложница е убита. Ходът на разследването показва, че смъртта ѝ е посегателство над режима на Токугава. Заподозрени са най-големият майстор на бой с копие в Едо, местен развратен феодал, странстващ търговец на билки, императорската племенница и... майката на шогуна. Самураят Сано Ичиро трябва бързо да открие убиеца, ако не иска да се прости с живота си и с надеждата си за хармоничен брак.

### „Китаноката“
Япония, 1691 г., Мияко. В императорския дворец някой владее до такова съвършенство бойните изкуства, че е постигнал способността да убива с вик. Левият императорски министър е открит мъртъв. Причина за смъртта му е среща с поразяващия вик „киай“. Самураят Сано Ичиро е изпратен от шогуна да разследва загадките около императорския трон. Естествено, да се намерят улики срещу могъщия убиец е почти невъзможно. Следите водят до няколко заподозрени – кой от кого по-знатни. Оказва се, че в двора на божествения император невинни няма...

### „Якешину“
Япония, 1693 г. При пожар в една от постройките на древния храм Зоджо са открити три трупа. Но нито една от жертвите не е загинала от обгаряне или от задушаване с дим. Единственият свидетел и заподозрян за палежа страда от мистериозна амнезия. Съпругата на Сано научава ужасяващи факти за живота в сектата „Черния лотос“ от един избягал монах, но самото бакуфу, военнофеодалното правителство, възпрепятства разкриването на истината. Самураят Сано Ичиро трябва да разбере какви тайни крият игуменката на разследвания манастир, загадъчният доктор садист и една от послушниците, а също така да съумее да съхрани хармонията в брака си.

### „Кейсей“
Япония, Едо, 1693 г. В една мразовита нощ в квартала на удоволствията – Йошивара – е убит наследникът на императора. В убийството е заподозряна една от най-красивите и влиятелни проститутки, най-обичаната кейсей, Глициния. Този път следователят Сано Ичиро е изправен както пред предизвикателството да открие убиеца преди своите врагове, така и пред съвестта и съпружеската си чест, тъй като Глициния е била и негова любовница.

### „Суиши“
Япония, Мияко, 1682 г. Знойна топла вечер пада над Мияко. Красива жена, облечена във фино кимоно в синьо-зелен цвят, изпъстрено с анемони, е удавена в тъмните води на градското езеро... Дванайсет години по-късно Четири от най-влиятелните жени на Япония са отвлечени. Кралските династии използват смута, настъпил в двореца, за да реорганизират позициите си. А и споменът за мистериозна жена на име Анемона, удавена преди години, е още жив. И този път Сано – почитаемият следовател, ще трябва да се бори със злото, раздвоен между дълга към шогуна и обичта към съпругата си.

### „Цуамоно“
Улиците на Едо са изпълнени с насилие, след като две воюващи фракции се борят за контрол върху режима на Токугава. Едната фракция е предвождана от Мацудайра, а другата – от дворцовия управител Янагисава. Всеки един от тях оказва натиск върху Сано Ичиро... Но когато един от най-доверените съветници на шогуна е убит, нещата се заплитат твърде много. Сано получава завещание от самата жертва, че трябва да разследва смъртта, каквото и да му коства това. Макар и да се досеща, че ще открие неща, за които по-късно ще съжалява, честта на сосакан сама не му позволява да се откаже.

### „Дим Мак“
Мощен изстрел изтрещява в крепостта Едо, отеква над града и отзвучава надолу по хълма. На пистата за надбягвания застаналите при стартовата линия самураи се снишават на седлата. Еджима Сензаемон, бивш началник на мецуке, се впуска в дива езда. Внезапно жестока болка зад лявото око пронизва черепа му. От гърдите му се изтръгва вик. Ездачът се строполява мъртъв на метри от финала.
Дворцовият управител Сано Ичиро – втори по ранг след шогуна и главен администратор на бакуфу, получава новината в момент, когато две враждуващи фракции в двореца се опитват да го присламчат към своите каузи. Останал без най-верния си човек – Хирата, Сано се нуждае от двойни дози късмет и смелост, още повече, че се изправя срещу неизвестен наемен убиец, владеещ старото изкуство „дим мак“.

### „Кикунохана“
Чрез жестока кастрация е убит видният управител Мори, близък на шогуна, а до тялото му е намерена красива бременна жена с окървавен кинжал. Привидно убийството е разкрито, но всичко щеше да е така, ако жената не бе Рейко – съпруга на новия дворцов управител и бивш сосакан сама Сано Ичиро. Сано поема трудното разследване, като бялата хризантема, оцветена с кръв, намерена на местопрестъплението, е най-солидната улика, която може да използва.

### „Окаеши“
Осем годишния син на Сано мистериозно изчезва. Той открива, че Лорд Матсудаира, неговия политически враг, е отвлякъл момчето и го е изпратил в най-северната част на Япония, известна като Езогашима. Комуникацията между тази област и столицата е прекъсната. Сано и съпругата му – Реико – заминават за Езогашима, за да спасят сина си, но самите те попадат в беда. Замесени са в убийството на местна жена. Сано и Рейко трябват да разкрият истинския убиец, за да спасят сина си.

### „Мейреки“
В една свирепа и бурна нощ край хълмовете на Едо стар шинтоистки монах открива човешки череп. Намерените в близост мечове дават основание на Сано Ичиро, дворцовия управител, да заключи, че се касае за убийство на дете от клана Токугава. Следите водят до няколко заподозрени, сред които е и майката на Сано. А ситуацията, в която той попада, е доста удобна за неговите врагове – дали не е настъпил моментът, в който ще нанесе фаталният си удар...

### „Шузоку"
Япония, Едо, 1701 г. В японската столица вилнее сериен убиец, който насилва жени от различна възраст и произход. Двамата дворцови управители – Сано Ичиро и Янагисава – имат мисията да открият насилника като в същото време отново се изправят един срещу друг, за да спечелят доверието на Токугава Цунайоши, върховния диктатор на Япония. Още от самото начало разследването сблъсква Сано с дилемата дали да защити самурайския кодекс, или да се пожертва в името на своите роднини, отрекли се от него и майка му преди десетки години.

### „Айджин“
Япония, Едо, февруари 1703 г. В една снежна и мразовита нощ група от четиридесет и седем самураи стремително нахлува в японската столица. Въоръжени с по няколко меча, лъкове и копия, маскирани зад шапки и шалове, самураите имат ясна цел пред себе си – трябва да бъде убит Кира Йошинака, церемониал-майсторът в двореца. Сано Ичиро, сосакан сама на шогуна – неговият най-почитаем следовател на събития, ситуации и хора – е призован отново. Той ще се впусне в едно ново преследване, корените на което се крият в древна легенда за героичния подвиг или подлото предателство на четиридесет и седем ронини и техния господар. Легенда, известна в Япония, като „Любовницата на ронина“.

### „Инсенсу“
Мощно земетресение ударя Япония, убивайки хиляди хора и унищожавайки по-голямата част на град Едо. По време на хаоса след него дворцовия управител Сано Ичиро намира три мъртви жени в една къща, паднала в пукнатина в земята. Те са средата на мистична игра, в която играчите гадаят по дима. Органи на жените са необичайно добре запазен, а очите им ярко червени. Те не са били убити от земетресението и смъртта им не е естествена. Сано подозира, че са отровени. Една от жертвите е мистичния учител, а другите са дъщери на могъщ господар. Сано трябва да преследва убиеца, докато се бори да възстанови Едо и да помогне на оцелелите от земетресението. Неговият главен васал Хирата, сблъскал се с тайното общество на мистичните бойни изкуства, се присъединява към него. Старият враг на Сано, Янагисава, се мъчи да си възвърне политическото влияние, която губи след смъртта на сина си. Чия съдба ще се успее, след земетресението, и чия ще загуби?